# Площа Ганецького
Пло́ща Гане́цького (назва затверджена у 1979 році) — площа у Північному адміністративному окрузі міста Москви на території Войківського району.

## Походження назви
Названа у 1979 році на честь Якуба Ганецького — польського соціал-демократа, радянського діяча.

## Об'єкти
- Ресторани: «Планета Суші», «Граблі», «IL Патіо»
- Паби: «Темпл Бар»
- Розваги: Кінотеатр «Варшава»